# Esperando a Superman
Esperando a Superman ("Waiting for Superman") es un documental sobre educación estadounidense, estrenado en 2010.

## Reseña
La película está dirigida por Davis Guggenheim (ganador del Óscar por Una verdad inconveniente) y producida por Lesley Chilcott, se enfoca en los problemas del sistema educativo estadounidense, que es calificado por el director, el productor y Bill Gates como desastroso.
Una reflexión sobre las diferencias entre las escuelas públicas y privadas, los buenos y malos profesores, el problema educativo del aprendizaje y todas las diferentes alternativas de acción. En la película se reflejan los puntos de vista de los profesores, destacadas personalidades, autoridades de la educación, el sindicato de educación, el gobierno, las familias y los propios estudiantes, tratando de ofrecer un panorama sincero de la situación escolar del país.
El documental nos presenta a los niños Anthony, Francisco, Daisy, Bianca y Emily, de Nueva York, Los Ángeles y Washington D. C., y  a sus familias Black, Esparza, Hill, Regalado, entre otras, brindando su testimonio sobre cómo viven su participación en el sorteo educativo al que se someten estas y otras muchas familias para que sus hijos tengan una educación mejor en los Estados Unidos. En el reparto aparecen aportando sus opiniones Geoffrey Canada, Michelle Rhee, Bill Strickland, Randi Weingarten y Bill Gates, entre otros. 
La música es de Christophe Beck, quien relata en los extras del documental como se inspiró.

## Premios
Esta película recibió el premio de la audiencia como Mejor Documental en el Festival de Cine de Sundance en 2010. A la presentación asistió Gates, quien dijo:

"La calidad de nuestro sistema educativo es lo que hizo grande a Estados Unidos. Ahora no es tan buena como lo era, y tiene que ser mucho mejor."
Bill Gates, enero de 2010.